# Florentin Gust
Florentin Gust (n. 15 aprilie 1979, Craiova) este un politician român, membru al Partidului Social Românesc (P.S.RO.) din România. În 2008 a fost ales deputat de Dolj, în colegiul uninominal nr. 4 din Craiova. A fost reales în 2012.

## Studii
A urmat cursurile Facultății de Științe Economice din cadrul Universității din Craiova cu specializarea Marketing, tot la Craiova a făcut și studiile de masterat susținând lucrarea de dizertație cu titlul “Analiză, diagnostic și evaluarea afacerilor“. De asemenea, a absolvit Institutul diplomatic român.

## Activitatea în societatea civilă
Florentin Gust este președinte la Crucea Roșie filiala Dolj și membru în Comitetul director al Crucii Roșii România. A fost președinte al Uniunii Studenților din România (U.S.R.), președinte și membru fondator al Uniunii Naționale a Studenților din România (U.N.S.R.) și de asemenea președinte și membru fondator al Convenție Organizațiilor Studențesti (C.O.S.)- Universitatea din Craiova.

## Activitatea politică
În 2008 a fost ales deputat de Dolj, în colegiul uninominal nr. 4 din Craiova. A fost reales în 2012.
Este vicepreședinte al Partidului Social Românesc (P.S.RO.) și președinte P.S.RO. Dolj. A fost vicepreședinte PSD Dolj, președinte Organizația Municipală PSD Craiova, președinte Departamentul Tineret și Sport al PSD.

## Pasiuni
Florentin Gust este un pasionat columbofil.